# Drvodelj
Drvodelj (en serbe cyrillique : Дрводељ) est un village de Serbie situé dans la municipalité de Lebane, district de Jablanica. Au recensement de 2011, il comptait 38 habitants.

## Démographie
| 1948 | 1953 | 1961 | 1971 | 1981 | 1991 | 2002 | 2011 |
| ---- | ---- | ---- | ---- | ---- | ---- | ---- | ---- |
| 567  | 625  | 565  | 520  | 290  | 167  | 95   | 38   |

|  |